# ロッコヴィアン
| 累代        | 代     | 紀           | 基底年代 Mya |
| ----------- | ------ | ------------ | ------------ |
| 顕生代      | 新生代 | 第四紀       | 2.58         |
| 顕生代      | 新生代 | 新第三紀     | 23.03        |
| 顕生代      | 新生代 | 古第三紀     | 66           |
| 顕生代      | 中生代 | 白亜紀       | 145          |
| 顕生代      | 中生代 | ジュラ紀     | 201.3        |
| 顕生代      | 中生代 | 三畳紀       | 251.902      |
| 顕生代      | 古生代 | ペルム紀     | 298.9        |
| 顕生代      | 古生代 | 石炭紀       | 358.9        |
| 顕生代      | 古生代 | デボン紀     | 419.2        |
| 顕生代      | 古生代 | シルル紀     | 443.8        |
| 顕生代      | 古生代 | オルドビス紀 | 485.4        |
| 顕生代      | 古生代 | カンブリア紀 | 541          |
| 原生代      | 原生代 | 原生代       | 2500         |
| 太古代      | 太古代 | 太古代       | 4000         |
| 冥王代      | 冥王代 | 冥王代       | 4600         |
| 1. 2. 3. 4. |        |              |              |

ロッコヴィアン（英: Lochkovian）は、国際層序委員会によって定められた地質学用語である、地質時代名の一つ。4億1920万年前（誤差320万年）から4億1080万年前（誤差280万年）にあたる、前期デボン紀を三分した前期、すなわちデボン紀の最初の期である。前期デボン紀中期プラギアンに続く。日本語ではロホコフ期とも呼ばれる。

## 名称とGSSP
名称はチェコの Lochkov にちなむ。国際標準模式層断面及び地点(GSSP)はチェコの首都プラハから南西に約35キロメートルのSuchomasty近くのクロンクに位置しており、1972年に国際層序委員会が公式に批准した。クロンクには外洋や干潟の海水・河川環境の泥水による堆積物で構成された石灰岩が分布し、指標とされるフデイシの Monograptus uniformis uniformis をはじめとする数多くの化石が産出している。また、このシルル紀 - デボン紀境界の上の部層からは三葉虫の Warburgella rugulosa rugosa が産出する。

## 生物
ロッコヴィアン期が属するデボン紀は魚の時代とも呼ばれる時代であり、現代では既に絶滅している魚類の綱の化石が産出している。カナダではノースウエスト準州のマッケンジー山脈南部から胸鰭棘と骨盤鰭棘を持たない棘魚綱のパウキカントゥス・ヴァネルスティ (Paucicanthus vanelsti)が産出し、中華人民共和国雲南省からはフィロレピス目に属する新属の板皮類ガヴァナスピスが産出している。特に後者は基盤的なフィロレピス目と派生的なフィロレピス目の特徴をモザイク状に示しており、フィロレピス目の形態進化史や古生物地理において重要な意義を持つ。系統解析ではガヴァナスピスはフィロレピス目内でフィロレピス科の姉妹群をなしており、フィロレピス科が当時の中国に起源を持つか、あるいは彼らの共通祖先が中国とゴンドワナ大陸の両方に生息していたことを示唆する。いずれにせよ、ロッコヴィアン期の中国とゴンドワナ大陸は互いに近くに位置していたこととなる。

## 日本において
岩手県大船渡市日頃市地域に分布する南部北上帯の大野層の珪長質凝灰岩からは、四国を中心に西南日本に分布する黒瀬川帯の Tlecerina - Glanta 群集と対比される放散虫化石群集が産出し、ロッコヴィアン階あるいはプラギアン階からエムシアン階に対比されている。同県釜石市に分布する千丈ヶ滝層からも放散虫化石が産出している。この放散虫の主棘の稜は、根元にしか存在しないか途中で分岐・再癒合しているシルル紀の放散虫の物と違い、先端まで分岐しない明瞭な稜を示す。この特徴はロッコヴィアン期からエムシアン期にかけて出現したと推測され、千丈ヶ滝層の上部はロッコヴィアン以降エムシアン以前に相当するとされている。
従来はオルドビス系とされていた岐阜県高山市上宝村の吉城層もまた、放散虫化石群集に基づいて上部シルル系プリドリ統からエムシアン階と考えられると指摘された。同じく上宝村の福地層はコノドントや貝虫の化石からロッコヴィアン階からエムシアン階に位置付けられている。下部福地層は主にワッケストーンからフロートストーンまでの炭酸塩岩からなり、サンゴや層孔虫の骨格を多く含み、ウミユリや腕足動物の破片も確認できる。